# Rüdiger Kaschke

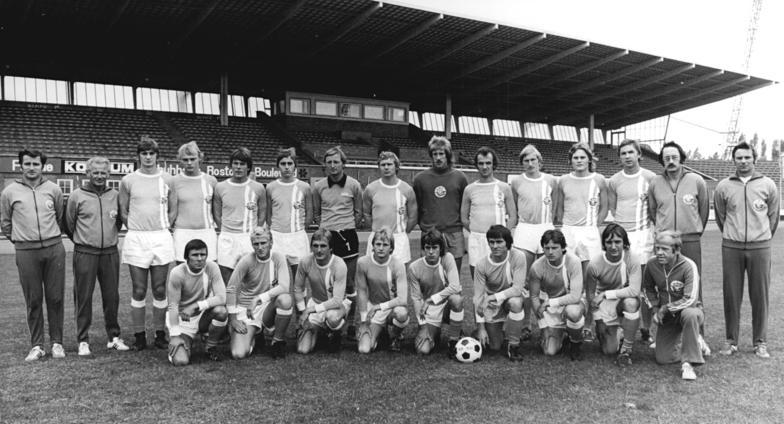
Rüdiger Kaschke (hintere Reihe, fünfter von links) mit F.C. Hansa Rostock im Jahr 1978

Rüdiger Kaschke (* 24. April 1954 in Stralsund) war Fußballspieler in der DDR-Oberliga, der höchsten Fußballklasse in der DDR. Er spielte dort sowohl für Vorwärts Stralsund als auch für den FC Hansa Rostock.

## Fußball-Laufbahn

### ASG Vorwärts Stralsund
Als in der Saison 1973/74 Vorwärts Stralsund zum zweiten Mal nach 1971 das Kunststück fertigbrachte, als einzige Armeesportgemeinschaft neben dem Armeeschwerpunktklub Vorwärts Frankfurt/O. in die Oberliga aufzusteigen, spielte der 20-jährige Kaschke noch mit der 2. Mannschaft in der drittklassigen Bezirksliga Rostock. Dies setzte sich auch fort, als die 1. Mannschaft ihre zweite Oberligasaison (DDR-Fußball-Oberliga 1974/75) bestritt. Erst am 20. Spieltag der Oberliga kam Kaschke zu seinem ersten Erstligaspiel, als er in der Begegnung Vorwärts Stralsund – FC Vorwärts Frankfurt (1:1) am 3. Mai 1975 in der 72. Spielminute eingewechselt wurde. Es blieb Kaschkes einziger Oberligaauftritt für die Stralsunder, auch weil die Mannschaft am Ende der Saison wieder absteigen musste. In der DDR-Liga-Saison 1976/77 machte Kaschke in der 1. Mannschaft nachhaltig auf sich aufmerksam, als er mit 15 Punktspieltreffern bester Torschütze seiner Mannschaft wurde.

### FC Hansa Rostock
Als Mitglied einer Armeesportgemeinschaft war Kaschke gleichzeitig Angehöriger der DDR-Armee. Da seine Dienstverpflichtung im Oktober 1977 endete, machte er von der Möglichkeit, einen Mannschaftswechsel vornehmen zu können, Gebrauch und schloss sich dem FC Hansa Rostock an, der nach seinem Abstieg in der zurückliegenden Saison zusammen mit Stralsund in der DDR-Liga spielte, aber als eindeutiger Aufstiegsfavorit galt. Die Rostocker wurden ihrer Favoritenrolle gerecht und stiegen im Sommer 1978 wieder in die Oberliga auf. Kaschke war daran mit 16 Punktspieleinsätzen und fünf Toren beteiligt. In der Oberligasaison 1978/79 war er von Beginn an Stammspieler als Rechtsaußenstürmer, absolvierte 24 der 26 Oberligapunktspiele und schoss dabei vier Tore. Hansa konnte sich jedoch nicht in der Oberliga halten und stieg erneut ab. Wieder war Kaschke mit 21 Punktspielen und acht Toren maßgeblich an der sofortigen Rückkehr in die Spitzenliga beteiligt. In den folgenden Jahren behauptete sich der FC Hansa in der Oberliga, doch Kaschke gelang es nicht, sich auch dort als Stammspieler durchzusetzen. In den Jahren 1980 bis 1984 wurde er nur in 45 von 104 Punktspielen eingesetzt. Sein letztes Oberligaspiel bestritt Kaschke als Stürmer am 31. März 1984 beim 2:1-Sieg des FC Hansa gegen den FC Carl Zeiss Jena.

### BSG Schiffahrt/Hafen Rostock
Zu Beginn der Saison 1984/85 schloss sich Kaschke dem DDR-Ligisten BSG Schiffahrt/Hafen Rostock an, der ihn im offiziellen Aufgebot weiterhin als Stürmer benannte. In den folgenden Jahren entwickelte sich die BSG zur Fahrstuhlmannschaft und pendelte ständig zwischen DDR- und Bezirksliga. Bis zu seinem endgültigen Rückzug aus dem Leistungssport 1988 spielte Kaschke 1985/86 in der Bezirksliga, 1986/87 wieder in der DDR-Liga und in seiner letzten Saison 1987/88 noch einmal in der Bezirksliga.
Kaschke blieb weiterhin Mitglied der BSG Schiffahrt/Hafen, die sich 1990 in den SV Hafen Rostock 61 umbildete. Zwischen 2001 und 2004 trainierte er die Verbandsliga-Mannschaft des Vereins, daneben war er selbst noch in der Ü-40-Mannschaft aktiv. 2008 war er ihr Mannschaftskapitän und mit 30 Treffern erfolgreicher Torjäger der Mannschaft.

## Weiterer Werdegang
Rüdiger Kaschke war u. a. als Kundenbetreuer im IT-Bereich tätig.